# Eduard Wagner (Bergsteiger)

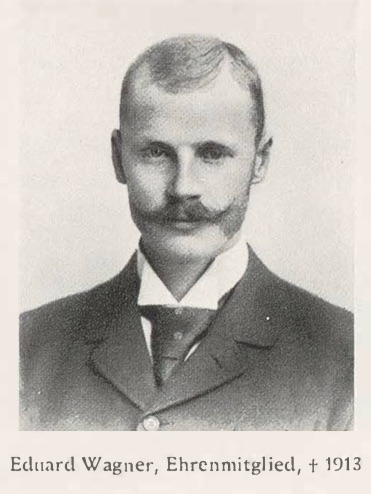
Eduard Wagner (1870–1913)

Eduard Wagner (* 21. Februar 1870 in Prag; † 14. März 1913 in Wien) war ein Maschineningenieur, Bergsteiger und Ballonfahrer.

## Leben
Eduard Wagner wuchs in Prag auf als zweitältester Sohn des Industriellen Julius Wagner, Mitbegründer des Unternehmens Waldek, Wagner & Benda. Ab 1894 studierte er Maschinenbau am Eidgenössischen Polytechnikum Zürich. Als passionierter Alpinist gehörte er 1896 zu den Gründern des Akademischen Alpen-Clubs Zürich. Dank seines Engagements für den Bau der Mischabelhütte und der Windgällenhütte des Clubs wurde er zum ersten Ehrenmitglied ernannt.
Wagner gehörte zu den Vertretern der u. a. durch Ludwig Purtscheller und Emil Zsigmondy begründeten Richtung des führerlosen Bergsteigens. Bedeutende Besteigungen und Erstbegehungen gelangen ihm u. a. in den Ostalpen, den Dolomiten, den Urner- und den Walliser Alpen.
1899 ließ er sich in Wien nieder. Als Mitglied des Vereins für Tiroler Luftschifffahrt überquerte er als Ballonführer im Herbst 1912 die Zentralalpen.
Eduard Wagner war mit einer Schweizerin verheiratet und Vater von zwei Kindern. Er starb im März 1913 in Wien an Lungenkrebs.

## Erstbegehungen (Auswahl)
- 1891 Hintere Stangenspitze von Westen
- 1891 Turnerkamp Ostgrat
- 17. September 1895 Grohmannspitze Nordwand.
- 30. August 1895 Langkofel Nordostwand mit Hans Lorenz
- 25. August 1896 Langkofel Südostgrat
- September 1896 Cima delle Pope. Ostflanke des Mittelgipfels
- 1897 Gross Windgällen, Nordwand. Mit Hans Brun
- 1. Januar 1899 Zermatter Breithorn, erste Skibesteigung
- 29. August 1904 Lyfihorn Ostgrat u. Nordwestgrat
- 1909 Maukspitze Südgrat
- 1909 Matterhorn Zmuttgrat, erste führerlose Begehung mit Hans Lorenz